# Hopea polyalthioides
Hopea polyalthioides är en tvåhjärtbladig växtart som beskrevs av Symington. Hopea polyalthioides ingår i släktet Hopea och familjen Dipterocarpaceae. Inga underarter finns listade i Catalogue of Life.